# The Life & Crimes of Alice Cooper
The Life & Crimes of Alice Cooper är en samlingsbox med rocksångaren Alice Cooper från 1999. Det innehåller fyra skivor och ett antal mixar och versioner från Coopers karriär mellan 1965 och 1999, inklusive två tidiga låtar med gruppen The Spiders.

## Låtlista

### Skiva ett
1. "Don't Blow Your Mind" - 2:36  (The Spiders)
2. "Hitch Hike" - 2:01  (The Spiders)
3. "Why Don't You Love Me" - 1:57 (The Spiders)
4. "Lay Down and Die, Goodbye" - 2:07  (The Nazz)
5. "Nobody Likes Me" (demoversion) - 3:23
6. "Levity Ball" - 4:45
7. "Reflected" - 3:14
8. "Mr. and Misdemeanor" - 3:00
9. "Refrigerator Heaven" - 1:54
10. "Caught in a Dream" (singelversion) - 2:55
11. "I'm Eighteen" - 2:58
12. "Is It My Body?" - 2:39
13. "Ballad of Dwight Fry" - 6:34
14. "Under My Wheels" - 2:47
15. "Be My Lover" - 3:21
16. "Desperado" - 3:29
17. "Dead Babies" - 5:42
18. "Killer" - 7:05
19. "Call It Evil" (demoversion) - 3:28
20. "Gutter Cats Vs. The Jets" - 4:39
21. "School's Out" (singelversion) - 3:31

### Skiva två
1. "Hello, Hooray" - 4:15
2. "Elected" (singelversion) - 3:43
3. "Billion Dollar Babies" - 3:39
4. "No More Mr. Nice Guy" - 3:07
5. "I Love the Dead" - 5:07
6. "Slick Black Limousine" - 4:27
7. "Respect for the Sleepers" (demoversion) - 3:48
8. "Muscle of Love" - 3:45
9. "Teenage Lament '74" - 3:52
10. "Working Up a Sweat" - 3:31
11. "The Man With the Golden Gun" - 4:09
12. "I'm Flash" - 3:11
13. "Space Pirates" - 3:13
14. "Welcome to My Nightmare" (singelversion) - 2:47
15. "Only Women Bleed" (singelversion) - 3:30
16. "Cold Ethyl" - 2:54
17. "Department of Youth" - 3:17
18. "Escape" - 3:14
19. "I Never Cry" - 3:43
20. "Go to Hell" - 5:12

### Skiva tre
1. "It's Hot Tonight" - 3:21
2. "You and Me" (singelversion) - 3:25
3. "I Miss You" - 3:31  (The Billion Dollar Babies)
4. "No Time for Tears" - 2:59
5. "Because" - 2:45
6. "From the Inside" - 3:30
7. "How You Gonna See Me Now" - 3:53
8. "Serious" - 2:41
9. "No Tricks" - 4:15
10. "Road Rats" - 2:43
11. "Clones (We're All)" - 2:51
12. "Pain" - 4:10
13. "Who Do You Think We Are" (singelversion) - 3:05
14. "Look at You over There, Ripping the Sawdust from My Teddybear" (demoversion) - 3:18
15. "For Britain Only" - 3:02
16. "I Am the Future" (singelversion) - 3:45
17. "Tag, You're It" - 2:52
18. "Former Lee Warmer" - 4:07
19. "I Love America" - 3:47
20. "Identity Crisises" - 2:50
21. "See Me in the Mirror" - 3:12
22. "Hard Rock Summer" - 2:31

### Skiva fyra
1. "He's Back (The Man Behind the Mask)" (demoversion) - 3:20
2. "He's Back (The Man Behind the Mask)" - 3:44
3. "Teenage Frankenstein" - 3:32
4. "Freedom" - 4:04
5. "Prince of Darkness" - 5:09
6. "Under My Wheels" - 3:10 (med Guns N' Roses)
7. "I Got a Line on You" - 2:59
8. "Poison" - 4:27
9. "Trash" - 3:58
10. "Only My Heart Talkin'" - 4:44
11. "Hey Stoopid" (singelversion) - 4:15
12. "Feed My Frankenstein" - 4:42
13. "Fire" - 3:00
14. "Lost in America" - 3:54
15. "It's Me" - 4:40
16. "Hands of Death (Burn Baby Burn)" - 3:53 (med Rob Zombie)
17. "Is Anyone Home?" - 4:10
18. "Stolen Prayer" - 5:35